# Leandro Grimi
Leandro Damian Grimi, född 9 februari 1985 i San Lorenzo, Santa Fe i Argentina, är en argentinsk fotbollsspelare som för närvarande spelar som mitt- och vänsterback för Racing Club.